# Hufeisensee
Der Hufeisensee ist ein anthropogener See in Sachsen-Anhalt. Er liegt im Stadtgebiet von Halle (Saale) und ist eine Bergbaufolgelandschaft im ehemaligen Ammendorfer Revier.

## Lage
Der Hufeisensee liegt im Ortsteil Kanena des Stadtteils Kanena/Bruckdorf im Stadtbezirk Ost von Halle. Er ist der größte See in der Umgebung von Halle. Der See, früher auch als Hufeisenteich benannt, verdankt seinen Namen der Form, die an ein Hufeisen erinnert. Er erstreckt sich etwa 1200 Meter in Nord-Süd- und 1300 Meter in Ost-West-Richtung. Er ist bis zu 400 Meter breit und der See hat eine Fläche von ca. 71–72 Hektar. Die Tiefe beträgt circa 9 Meter und 28 Meter an der tiefsten Stelle und die Sichtweite im See erreicht bis zu 6 Meter. Er ist einer der größten und mit seinen 28 Metern auch einer der tiefsten Seen im Umkreis von Halle.

## Geschichte
Im Ammendorfer Revier wurde ab 1832 erstmals industriell Braunkohle abgebaut. 1926 erfolgte zwischen Büschdorf und Bruckdorf der Aufschluss der Grube von der Heydt als größter Tagebau im Stadtgebiet von Halle. Nachdem die Braunkohlevorkommen im Jahr 1942 abgebaut waren, wurde bis zur Stilllegung des Tagebaus in den 1960er Jahren Kies gefördert.
Über eine Pumpstation der ehemaligen „LPG ‚Ernst Thälmann‘ Halle-Saale-Gemüse“ am nördlichen Rand des Sees wurde regelmäßig Wasser entnommen. Zum einen diente es der Bewässerung der Felder in der Umgebung und zum anderen sollte der Wasserspiegel gehalten werden, da nachfließendes Grundwasser den Pegel immer wieder ansteigen ließ. Der Wasserspiegel wurde dadurch zeitweilig zu weit gesenkt. Als Ende der 1970er Jahre das Pumpen aufgegeben wurde verfiel das Pumpenhäuschen.
Eine neue Pumpe wurde am nordöstlichen Rand des Sees errichtet, die jedoch mit geringerer Förderleistung für eine Beregnung der Felder genutzt wurde. Der Pumpbetrieb wurde 1989 nach der Wende und dem Ende des Bestehens der LPG eingestellt. Eine Pumpstation zur Pegelhaltung gab es auch an der südlichsten Stelle bei Kanena/Bruckdorf. Hier wurde die Druckleitung auf ca. 8 Meter Höhe in ein offenes Gerinne mit drei Feldwegüberfahrten geleitet. Dieser Wassergraben verlief parallel zur jetzigen Schkeuditzer Straße und endete an der Kreuzung Schkeuditzer Straße/Wallendorfer Straße in der örtlichen Kanalisation. Der Betrieb erfolgte bis um 1975.
Seit 1997 gibt es eine 800 Meter lange Verbindung mit einem Überlauf zur Reide mit dem der Wasserspiegel gesenkt und ein Biotop geschaffen wird, in dem zahlreiche Amphibien leben.

## Gegenwart

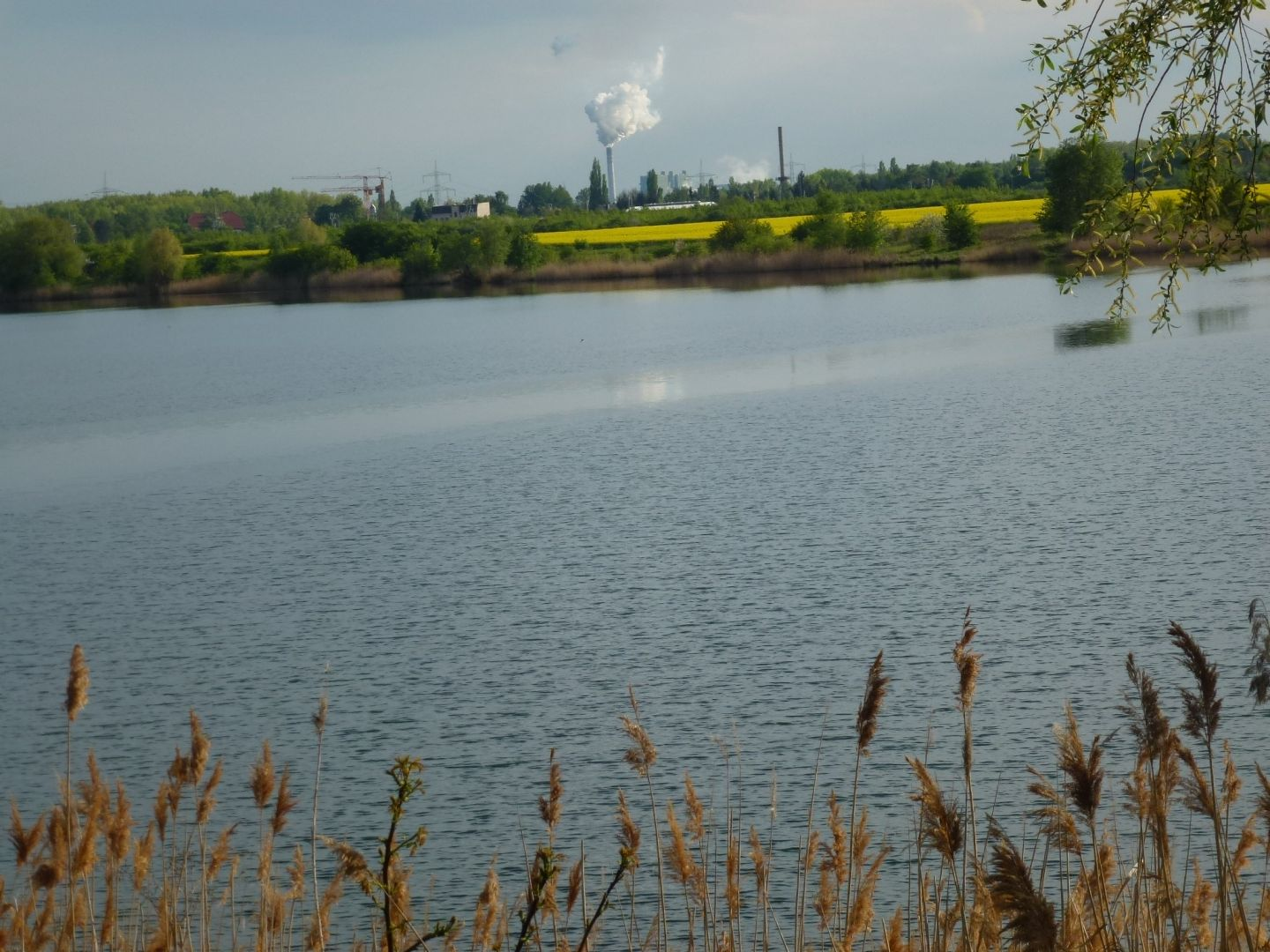
Blick vom Hufeisensee zum Kraftwerk Schkopau

Der Hufeisensee wird zur Naherholung, also zum Schwimmen, Tauchen, Angeln und für Wasserski genutzt. Schon Ende der 1950er Jahre wurden die inneren Ufer der Hufeisenform aufgeforstet. Die Bepflanzung wurde 1991 intensiviert. Heute sind die Ufer zum Teil auch befestigt. 
Wegen des Eintrags von Giftstoffen wie Vinylchlorid aus den nahe gelegenen Industriegebieten des Halleschen Ostens galt für den "Hufi" bis Juni 2025 eigentlich ein Badeverbot. Mit einem Vinylchlorid-Gehalt von bis zu 13 Mikrogramm pro Liter Seewasser lag der Hufeisensee dauerhaft über dem Grenzwert für Trinkwasser. Dort sind nur 0,5 Mikrogramm pro Liter erlaubt. Die Stadt Halle (Saale) ließ prüfen, inwieweit dieser Grenzwert auch für Badegewässer anzuwenden ist. Bei einer Kleinen Anfrage im Landtag von Sachsen-Anhalt wurde festgestellt, dass im Falle des Hufeisensees die Grenzwerte für Trinkwasser anzuwenden seien. Trotz des Badeverbots und der stark krebserregenden Wirkung der Giftstoffe ist der Hufeisensee im Sommer ein beliebtes Badegewässer. 2022 wurde eine Frau bei einem Sprung ins Wasser durch eine herausragende Metallstange tödlich verletzt. Nach einer erneuten Prüfung im Jahr 2025 hob die Stadt das Verbot auf, d. h. man wird rechtlich nicht mehr für das Baden darin belangt. Der See erfülle mittlerweile an den meisten Tagen die Anforderungen an Trinkwasser, die für das Verbot ausschlaggebend gewesen sind. Es kann aber trotzdem jederzeit einen größeren Eintrag von Giftstoffen geben, sodass die Stadt vom Baden abrät.
Die Anzahl der Fischarten im Gewässer ist in den letzten Jahren trotzdem gestiegen, im Jahr 2005 entdeckten Taucher auch eine Garnelenart. Die schwarmbildenden Schwebegarnelen (Hemimysis anomala) wurden erstmals in einem mitteldeutschen Binnensee entdeckt, Biologen der Martin-Luther-Universität Halle-Wittenberg bezeichneten das Auftauchen als eine biologische Sensation. Ebenfalls für zahlreiche Wasservögel ist der See mit seiner Umgebung geeigneter Lebensraum.
Nachdem der See aus der Bergaufsicht entlassen worden war, plante die Stadt Halle als Rechtsnachfolger im Jahr 2003 den Bau eines Freizeit- und Sportzentrums, das entsprechende Ausschreibungsverfahren steht jedoch bis heute aus. Darin war geplant, ein Golfplatz, Fußballstadion, Wasserskianlage, Campingplatz, Seebad und vieles mehr. Ein geplantes Fußballstadion wurde nicht errichtet, stattdessen innerhalb der Grundmauern des alten Kurt-Wabbel-Stadions.
Am 15. April 2015 ist im Bereich des Hufeisensees der Bebauungsplan Nr. 158 - "Freizeit- und Erholungsraum Hufeisensee" rechtsverbindlich geworden. 
Ein Golfplatz wurde 2017 offiziell eröffnet. Weiterhin wurden auf der Westuferseite einige Sandstreifen aufgeschüttet und ein 3 m breiter Rundweg errichtet. Es gibt Pläne die Wasserskianlage die bisher mit Motorbooten betrieben wird, auszubauen. Eine Wasserskianlage auf Basis von Masten und Seilzug ist beantragt, ausgeschrieben und ein Investor (von zwei Bewerbern) hat den Zuschlag bekommen.
Es gibt Ideen zur Einrichtung eines Naturbades auf der Nordseite.
Es soll sich an den vorhandenen Gegebenheiten orientieren und mit geringstmöglichen Eingriff in die Natur errichtet werden, mit mobilen
Anlagen, statt den stationär geplanten.
Die Stadt plant mittlerweile diesen Bereich ungenutzt der Natur zu überlassen.